# Salticus oseryi
Salticus oseryi är en spindelart som beskrevs av Lucas 1857. Salticus oseryi ingår i släktet Salticus och familjen hoppspindlar. Inga underarter finns listade i Catalogue of Life.